# Gideon Njoku
Gideon Njoku est un footballeur nigérian né en 1947 et mort le 10 janvier 2011 à Lagos.

## Biographie
Njoku a été international nigérian et a remporté avec le Nigeria les Jeux africains de 1973.
Ayant terminé sa carrière de joueur, il devient entraîneur de football et s’occupe successivement des clubs de ACB Lagos et d’Enyimba International Football Club.
Il meurt d'un arrêt cardiaque le 10 janvier 2011 à Lagos  à l’âge de 63 ans.